# 巴黎大学
巴黎大學（法語：Université de Paris）是世界上历史最悠久的大学之一，其授课历史可以追溯到12世纪中叶。大学分别在1200年和1215年获得法王腓力二世和教宗英诺森三世的官方认可。1257年，大学的第一个学院机构索邦學院成立，索邦（Sorbonne）成为大学的代称。法国大革命期间的1793年，巴黎大学被解散。1896年，重建。1968年，再被拆分为13所獨立大學。2018年，巴黎第四大學和第六大學合併為索邦大學，繼承索邦的名號。
截止2018年10月，巴黎大学的校友、教职工及研究人员中，共有50位诺贝奖得主、16位菲尔兹奖得主。

## 歷史
1257年，法國國王路易九世身旁之神父羅貝爾·德·索邦在圣女日南斐法山上成立索邦學院，后逐渐发展为巴黎大学。
法国大革命期間，巴黎大學關閉。1806年，拿破崙一世設立掌管全法國教育的法兰西大学，原先個別的大學（université）改成學院（facultés），巴黎大學此一機構不復存在。他在巴黎設置五個學院：神學、法律、醫學、文學、科學。1896年，新的法律恢復大學此一名稱，巴黎的五個學院合併成巴黎大學。
1968年法国学生运动发动之后，巴黎大学被拆分成13座独立的大学（因为教育改革大学合并，2018年1月1日后为12所，2019年1月1日后为11所）。至今沿用“索邦”称谓的大学为索邦大学（Sorbonne Université，由文学院直接继承者巴黎四大（Paris-Sorbonne）和理学院直接继承者巴黎六大（Pierre et Marie Curie）合并而来），巴黎第一大学（先贤祠-索邦大学）、巴黎第三大学（新索邦大学）。

### 1970年：拆分
五月风暴之后，戴高乐任命埃德加·富尔为教育部长；富尔的任务是准备一项关于改革法国大学系统的立法提案，并得到学者的帮助 。有关提案于1968年11月12日被采纳；根据新法律，巴黎大学的各个学院进行重组。拆分成13座独立的大學，巴黎大学从此不复存在。
- 巴黎第一大學
- 巴黎第二大學
- 巴黎第三大學
- 巴黎第四大學
- 巴黎第五大學
- 巴黎第六大學
- 巴黎第七大學
- 巴黎第八大學
- 巴黎第九大學
- 巴黎第十大學
- 巴黎第十一大學
- 巴黎第十二大學
- 巴黎第十三大學

### 合并
21世纪法国教育改革以来，13所巴黎大学的分支学校中最著名的几所学校开始通过合并建立跨学科世界级大学， 以争取卓越大学（IDEX，类似中国大陆的985工程、双一流、德国精英大学计划與臺灣的邁向頂尖大學計畫）称号和拨款。
2018年1月1日，巴黎第四大學——舊巴黎大學文學院的部分繼承者，與巴黎第六大學——舊巴黎大學理學院的部分繼承者，合併為「索邦大學」。
2019年，巴黎第五大學与巴黎第七大學合并为巴黎大学。後來於2022年更名為巴黎西岱大學。
巴黎第九大學已合并进入巴黎文理大學，同高等師範學校一樣，從2018年起将只颁发巴黎文理大學的文凭。
巴黎第十一大學加入大学与院校共同体巴黎-萨克雷大学。

## 制度
巴黎大學在過去為“教授的大學”（masters' university），其有別於“學生的大學”（students' university），由教師掌管校務，教師組成的學院（Faculties）具其影響力，學院教授選出的大學校長（亦稱Rector）可制訂規例管理校內所有學生團體。

### 特權
12世紀末至13世紀初，巴黎大學已獲得免稅及免服兵役等特權。在1231年，時教宗額我略九世政頒布了一連串法令予巴黎大學特權，包括：
1. 司法自治權：內部可設有特別法庭，校長和教授享有對本校成員訴訟案件的裁決權；
2. 制度校服、上課時間及地點、宗教儀式、居住問題等權力；
3. 審定教師資格權和學位授予權；
4. 罷教、罷課、遷校的自由等。

## 著名校友
- 瑪麗亞·居里，物理學者，1903年諾貝爾物理獎得主，1911年諾貝爾化學獎得主。
- 皮埃爾·居里，物理學者，1903年諾貝爾物理獎得主。
- 加布里埃爾·李普曼，物理學者，1908年諾貝爾物理獎得主。
- 讓·佩蘭，物理學者，1926年諾貝爾物理獎得主。
- 路易-維克多-皮埃爾-雷蒙·第七代德布羅意公爵，物理學者，1929年諾貝爾物理獎得主。
- 弗雷德里克·约里奥-居里，物理學者，1935年諾貝爾化學獎得主。
- 吉尔·德勒兹，法国后现代主义哲学家。
- 伊伦·约里奥-居里，物理學者，1935年諾貝爾化學獎得主。
- 儒爾斯·亨利·龐加萊，物理、數學家。
- 西蒙·波娃，存在主義作家。
- 梅仲協，華人法律學家。
- 蔣勳，台灣文學家、藝術家、教授、教師、美學家。
- 盧修一，台灣民主化志士、三屆立法委員。
- 鍾期榮，中國首位女法官，香港樹仁大學前校長。
- 胡鴻烈，大律師，香港樹仁大學校監。
- 郭為藩，教育家，國立台灣師範大學前校长，原教育部部長。
- 刘佛年，教育家，华东师范大学前校长。
- 盧毓駿，建築師，1958年代表中華民國出席聯合國招開之「亞洲及遠東都市化及工業化區域計畫研討會」。創辦中國文化大學建築及都市設計學系。